# Friedrich Kellner
August Friedrich Kellner  (pronunciar) (Vaihingen an der Enz, Alemania, 1 de febrero de 1885- Lich, Alemania, 4 de noviembre de 1970) fue un socialdemócrata alemán, inspector de Justicia y autor de un diario escrito en secreto durante el Tercer Reich. 
Después de la guerra, explicó el propósito de su obra: 
«No podía luchar contra los nazis en el presente, pues tenían el poder de silenciar mi voz, así que decidí luchar contra ellos en el futuro. Daría a las futuras generaciones un arma contra cualquier resurgimiento de ese mal. Mi testimonio registraría los actos bárbaros, y también demostraría la manera de detenerlos.»

## Biografía

### Familia y educación
August Friedrich Kellner nació el primero de febrero de 1885 en Vaihingen an der Enz, en Baden-Wurtemberg. Fue el único hijo de Georg Friedrich Kellner, un panadero de Arnstadt, Turingia, y de Barbara Wilhelmine Vaigle, de Bissingen an der Enz. Los padres de Friedrich pertenecían a la fe evangélica luterana.
Cuando Friedrich tenía cuatro años de edad, la familia se trasladó a Maguncia, en donde su padre se convirtió en el panadero principal en "Goebels Zuckerwerk". En diciembre de 1902, a los 17 años, Friedrich Kellner se graduó en el instituto de secundaria Goethe. Comenzó a trabajar como aprendiz de oficinista en el palacio de Justicia de Maguncia desde 1903 hasta 1933, primero como secretario, después de contable y finalmente de inspector de justicia. 

### Servicio militar y matrimonio

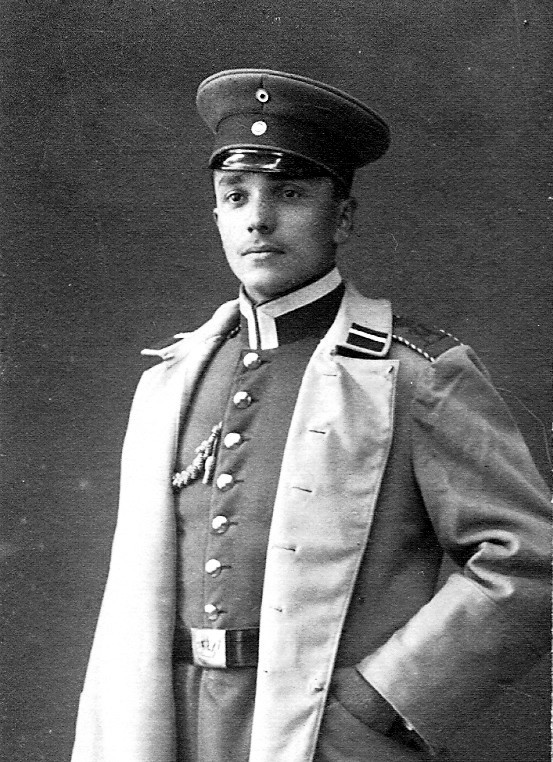
Friedrich Kellner, 1914

Entre 1907 y 1908 Friedrich Kellner cumplió el servicio militar en la reserva de la 6.ª compañía de infantería del Regimiento Grossherzogin (3. Grossherzoglich Hessisches) 117 en Maguncia. 
En 1913 Friedrich Kellner se casó con Pauline Preuss, de Maguncia. Su único hijo, Karl Friedrich Wilhelm Kellner, nació tres años más tarde.
Cuando estalló la Primera Guerra Mundial (1914), Friedrich Kellner fue llamado de nuevo al servicio activo como oficial de reserva en el regimiento de infantería Prinz Carl (regimiento n.º 4 del Gran ducado de Hesse) en Worms. Luchó en Francia en el Marne, fue herido cerca de Reims y enviado al hospital de St. Rochus, en Mainz, para recuperarse.

### Activismo político
A pesar de su lealtad al Káiser, Friedrich Kellner saludó el nacimiento de la democracia alemana después de la guerra. Se convirtió en un organizador político del principal partido político, el Partido Socialdemócrata de Alemania (SPD). Desde los primeros días de la República de Weimar, advirtió del peligro de los extremismos, tales como los comunistas y los nacional-socialistas. En las manifestaciones, Kellner sostenía el libro de Adolf Hitler Mein Kampf y gritaba a la multitud: "Gutenberg, tu imprenta ha sido violada por este malvado libro." En más de una ocasión Kellner fue golpeado y amenazado por haber expresado sus opiniones contra los nazis. 
Dos semanas antes de que Adolf Hitler tomara juramento como canciller imperial, y antes de que se iniciase la despiadada persecución contra los opositores políticos del régimen, Friedrich Kellner trasladó por seguridad a su esposa e hijo al interior del país, a la aldea de Laubach en Hesse, en donde trabajó como inspector de justicia en el tribunal del distrito. 
En 1935 su hijo emigró a los Estados Unidos de América para evitar ser alistado en el ejército de Hitler. Durante el pogromo de noviembre de 1938, conocido como Kristallnacht (noche de los cristales rotos), Friedrich y Pauline Kellner intentaron ayudar a sus vecinos judíos. Los Kellner fueron advertidos de que serían enviados a un campo de concentración si continuaban siendo una "mala influencia" para la población de Laubach.
Como no podía continuar de forma abierta con su activismo político, Friedrich Kellner confió sus pensamientos a un diario secreto titulado "Mein Widerstand" (mi resistencia). Quería que su hijo y las generaciones siguientes supieran que la democracia debe siempre oponerse a las dictaduras. Deseaba advertir a todo el mundo y que se opusiesen a la tiranía y al terrorismo, y no creer en su propaganda. 
Al acabar la guerra, el diario de Friedrich Kellner tenía 861 páginas organizadas en diez volúmenes.

### Después de la guerra
Después de la guerra Friedrich Kellner ayudó a reconstruir el SPD en Laubach y llegó a ser el presidente regional del partido. En 1945 y 1946 fue adjunto al alcalde de Laubach, y a partir de 1956 a 1960 fue primer concejal del pueblo y de nuevo adjunto al alcalde. 
Friedrich Kellner fue el principal inspector de la justicia y el administrador del palacio de justicia en Laubach desde 1933 hasta 1947. Sirvió como interventor del distrito en la corte regional en Giessen a partir de 1948 hasta 1950. Después de retirarse en 1950, continuó como asesor jurídico en Laubach durante tres años. 
En 1968 Friedrich Kellner remitió los diez volúmenes de su diario, escrito secretamente entre 1933 y 1945, a su nieto estadounidense, el profesor Robert Scott Kellner, para que lo tradujese y lo publicase.
Friedrich Kellner murió el 4 de noviembre de 1970 y fue enterrado al lado de su esposa en el cementerio principal de Maguncia.

## Obra

### El Diario

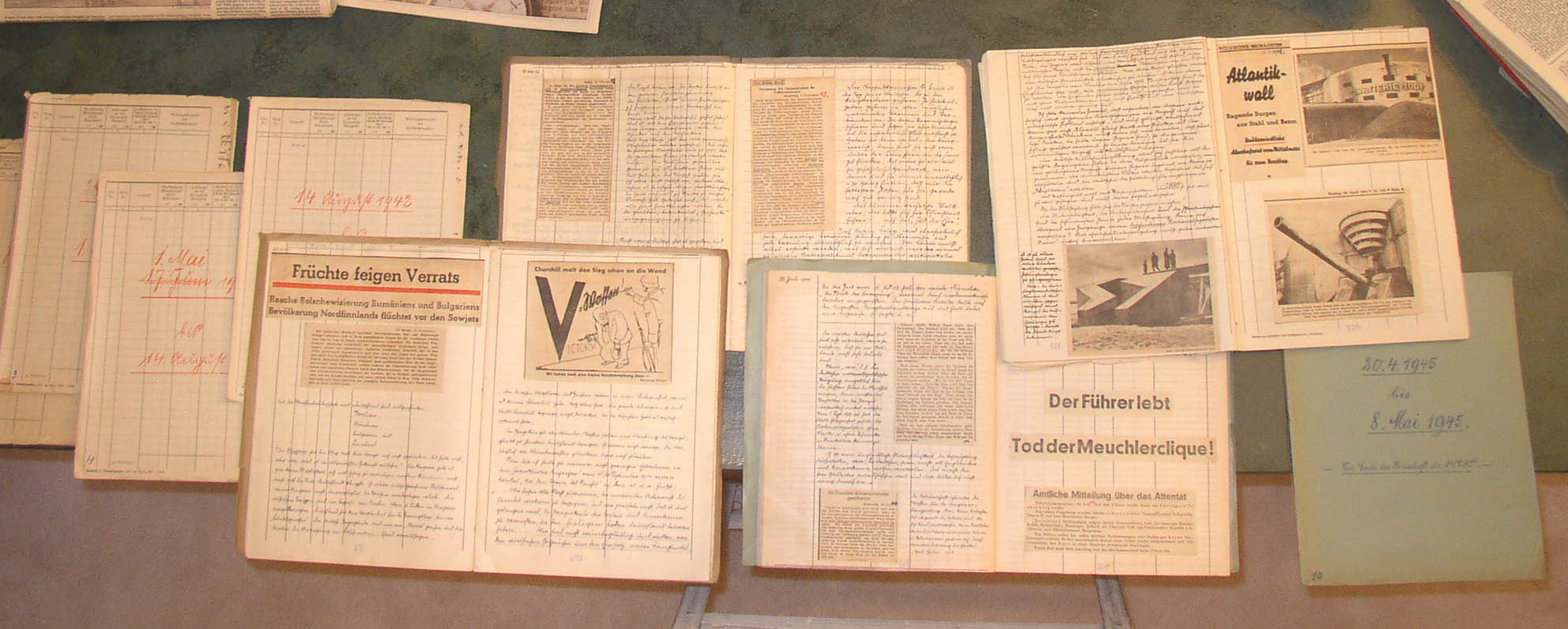
Los Diarios de Friedrich Kellner

El diario se compone de 10 volúmenes y 861 páginas. Contiene 676 entradas fechadas individualmente en escritura Sütterlin y más de 500 recortes de periódicos.
Kellner quiso que sus observaciones no solo detallasen los crueles acontecimientos de esos años, sino que sirviesen de guía a las futuras generaciones para prevenirse del totalitarismo, ofreciendo una resistencia firme e implacable contra cualquier ideología que amenazase la libertad personal e ignorase el valor sagrado de la vida humana. 
Para honrar el legado de su abuelo, combatir el resurgimiento del fascismo y del antisemitismo y rebatir a los negacionistas del Holocausto, Robert Scott Kellner (nieto de Kellner) ha ofrecido al presidente de Irán, Mahmoud Ahmadinejad, un ejemplar del diario.

### Recepción de la obra
- El Departamento de Investigación sobre literatura del Holocausto de la Universidad de Giessen ha creado el Proyecto Kellner. El director adjunto del grupo, Sascha Feuchert, considera la obra uno de los diarios secretos más completos del período nazi.
- En la primavera de 2005, durante la celebración del 60 aniversario de la rendición nazi y la victoria aliada en Europa, el diario fue exhibido en la Biblioteca George Bush de Texas.
- El periódico Giessener Anzeiger y un grupo dedicado al estudio de cuestiones locales en Laubach presentaron a Friedrich Kellner en septiembre de 2005 en el Heimat Museum (museo local) de Laubach.
- En el verano de 2006, el diario fue expuesto en el Holocaust Museum de Houston, Texas.
- En 2007 CCI Entertainment, una compañía cinematográfica canadiense, produjo una película documental sobre Friedrich Kellner y su nieto Roberto Scott Kellner, con el título My Opposition: the Diaries of Friedrich Kellner («Mi oposición: Los diarios de Friedrich Kellner»).